# HPG80
hPG80 désigne la version extracellulaire et oncogénique de la progastrine. Ce nom apparaît pour la première fois en janvier 2020 dans une publication scientifique. Jusqu'à cette date, les publications scientifiques font référence à la seule désignation de progastrine, sans nécessairement préciser explicitement s’il est question de progastrine intracellulaire (dans le cadre de la digestion) ou extracellulaire (circulante et détectable dans le plasma) dans le cadre pathologique tumoral.
Pour plus de clarté, la suite de cet article utilise exclusivement le nom hPG80 pour désigner la progastrine extracellulaire.
Le lien entre cette protéine et le cancer est connu depuis plus de 30 ans. hPG80 est impliquée dans la plupart des fonctions biologiques assurant l’existence de la tumeur. Le peptide est sécrété par les cellules tumorales et se retrouve dans le plasma de patients atteints d’un cancer dès les stades précoces. Il possède alors des fonctions indépendantes de la digestion et totalement différentes de la progastrine et de son seul rôle de précurseur intracellulaire de la gastrine.

## Terminologie
Dans le nom hPG80, le "h" décrit l'espèce humaine : human ; "PG" est une écriture commune pour la protéine progastrine et le nombre 80 correspond à la taille de la protéine: 80 acides aminés.
Le nom hPG80 a donc été introduit dans la publication issue des travaux du Professeur Benoît You, Dominique Joubert et Alexandre Prieur afin de lever les ambiguïtés entre la version intracellulaire de la protéine (dans la fonction de la digestion) et sa version extracellulaire de la protéine (cas des patients cancéreux) qui n'est plus, malgré son nom, le précurseur de la gastrine.
De plus, l’existence d’un peptide phonétiquement identique, le Pro-Gastrin Releasing Peptide (proGRP), accentuait les confusions possibles autour du nom progastrine et le besoin d’un nom spécifique. Il est à noter qu’à ce jour, plus de la moitié des résultats découlant de la recherche du mot progastrine sur les moteurs de recherche concernent la proGRP et non la molécule de 80 acides aminés à laquelle font référence les noms progastrine et hPG80.

## Chronologie des découvertes scientifiques sur hPG80

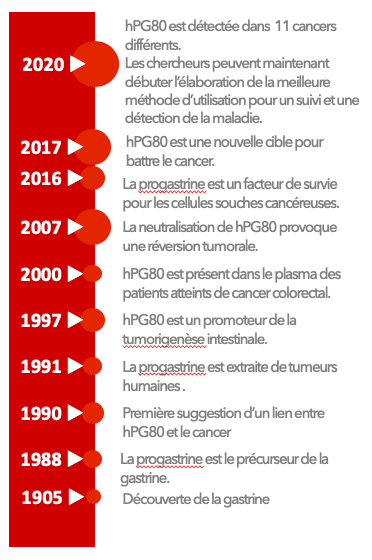
Figure 1: Frise chronologique décrivant les grands points de la découverte du lien entre hPG80 et le cancer

### Historique
- 1990 : hPG80 est sécrétée par les cellules cancéreuses du pancréas[3]
- 1993 – 1994 : hPG80 est sécrétée par les cellules cancéreuses de l’ovaire et du côlon[4],[5].
- 1996 – 1997 : hPG80 est identifiée comme étant nécessaire pour la prolifération et la tumorigenèse des cellules cancéreuses du côlon[6].
- 2000 – 2001 : Le gène GAST est une cible de la voie ß-caténine/Tcf4[7]. La présence de hPG80 est mise en évidence dans le plasma de patients atteints de cancer colorectal[8].
- 2003 : hPG80 est impliquée dans la régulation de la dissociation des jonctions adhérentes et serrées[2]. Src est le médiateur des effets de hPG80 sur la croissance cellulaire[9].
- 2005 : Les voies Ras et ß-caténine/Tcf4 induisent une activation synergique du gène GAST en contribuant à une éventuelle progression néoplasique[10].
- 2007 : L’inhibition de l’expression de hPG80 inhibe la voie Wnt/ß-caténine induisant une diminution de la croissance et une différenciation tumorale dans des modèles de tumeurs intestinales[11].
- 2012 : La mutation du gène p53 augmente la prolifération colique hPG80-dépendante et la formation du cancer[12].
- 2014 : hPG80 est identifiée comme nouveau facteur pro-angiogénique[13].
- 2016 : La sécrétion autocrine de hPG80 favorise la survie et l'auto-renouvellement des cellules souches dans le cancer du côlon[14].
- 2017 : L'utilisation d’anticorps dirigés contre hPG80 pour cibler la voie Wnt et les cellules souches cancéreuses représente une nouvelle piste thérapeutique du cancer[15].
- 2020 : hPG80 est détectée dans le plasma de patients atteints de 11 différents types de cancers. Démonstration d’une association entre les variations longitudinales des taux de hPG80 et l'efficacité des traitements anticancéreux[1].

## Rôle dans le cancer
Par le biais de divers mécanismes qui sont tous cruciaux pour la croissance et la survie des tumeurs, les recherches ont démontré le rôle majeur exercé par hPG80 sur l’initiation et la progression tumorale en prenant généralement le cancer colorectal comme modèle. Bardram a été le premier à émettre l’hypothèse de la présence de hPG80 dans les stades précoces de la maladie. Il a évalué la présence de hPG80 et de ses produits de maturation dans le sérum de patients atteints du syndrome de Zollinger-Ellison. Ces travaux ont montré que la mesure du taux de hPG80 reflétait de manière plus fidèle la production tumorale de gastrine que la mesure conventionnelle de la gastrine amidée. En effet, hPG80 est plus de 700 fois plus abondante que la gastrine amidée dans les tumeurs colorectales.
Dans le début des années 1990, il a été démontré que hPG80 n’était pas complètement maturée dans des lignées cellulaires humaines de cancer du côlon et, plus important encore, qu’elle était secrétée par ces cellules cultivées in vitro. Ces observations ont mené à étudier la fonction autocrine et paracrine de hPG80 dans les cellules tumorales. De manière générale, il a été démontré que hPG80 ne mature pas correctement dans les cellules cancéreuses, et tout particulièrement dans le cancer colorectal, car les enzymes de maturation sont soit absentes, soit non fonctionnelles,,,,,,.
Dès 1996, il a été démontré que l’expression du gène GAST est requise pour la tumorigenèse cellulaire du cancer du côlon humain. 60 à 80% des cancers du côlon expriment le gène GAST.
À travers des configurations expérimentales différentes, l'altération du gène GAST ou la neutralisation de hPG80 entrainait chez des souris présentant une prédisposition tumorale (mutation sur le gène APC) une diminution du nombre de tumeurs. Inversement, il a été observé une augmentation significative de la formation tumorale chez des souris surexprimant la progastrine et traitées avec de l’azoxyméthane (AOM), un carcinogène chimique,,,,.

### Facteur pro-angiogénique
Lors du développement d’une tumeur, son besoin en oxygène et en nutriments provoque la création de nouveaux vaisseaux sanguins. Ce processus est appelé néo-angiogenèse. En 2015, hPG80 s’est avérée être un facteur pro-angiogénique. hPG80 stimule la prolifération et la migration des cellules endothéliales et accroit leur capacité à former in vitro des structures similaires à des capillaires. Le blocage de la production de hPG80 (par shRNA) dans des cellules xénogreffées chez des souris nude, réduit la néovascularisation tumorale.

### Facteur anti-apoptotique
Le traitement de cellules épithéliales intestinales par hPG80 entraine une perte significative de l’activation des caspases 9 et 3, ainsi qu’une diminution de la fragmentation de l’ADN. Par conséquent, l’effet de hPG80 sur la survie cellulaire résulte à la fois d’une augmentation de la prolifération et d’une diminution de l’apoptose.

### Régulation des jonctions cellulaires
La migration des cellules repose sur leur capacité à devenir indépendante des cellules adjacentes. L'intégrité des contacts intercellulaires est essentielle pour la régulation de l'absorption des électrolytes ainsi que pour la prévention des métastases tumorales. En 2003, il a été démontré que le blocage de la sécrétion de hPG80 par une construction antisens dirigé contre l’ARNm de la progastrine permet le rétablissement de la localisation membranaire des protéines des jonctions constitutives des jonctions adhérentes et serrées dans une lignée cellulaire de carcinome colorectal humain DLD-1. hPG80 joue donc un rôle sur l’intégrité des contacts cellulaires.

### Rôle dans les cellules souches cancéreuses
Les cellules souches cancéreuses (CSCs) représentent une faible proportion, comprise généralement entre 1 et 5 %, de la tumeur. Mais elles sont essentielles à la survie de la tumeur car elles jouent le rôle de « réacteur ». Giraud et al. ont démontré le rôle majeur joué par hPG80 dans les CSCs. Ces auteurs ont montré que l’expression de hPG80 est fortement accrue dans des cellules cancéreuses colorectales cultivées dans des conditions où les CSCs sont enrichies. Ils ont ensuite montré que hPG80 était capable de réguler la fréquence des CSCs (survie et auto-renouvellement) in vitro et in vivo. Par la suite, Prieur et al. ont démontré que lorsqu'un anticorps neutralisant est ajouté à une culture cellulaire ou lorsque des souris greffées avec des cellules cancéreuses colorectales humaines sont traitées in vivo avec un tel anticorps, la fréquence des CSCs est diminuée dans les mêmes proportions. Ces deux articles scientifiques montrent clairement que hPG80 est un facteur de survie des CSCs. De plus, l’inhibition de hPG80 induirait la différenciation des CSCs, ouvrant la possibilité d’une thérapie de différenciation plutôt qu’une thérapie anti-proliférative classique. Elle a pour principale fonction d’aider les CSCs à survivre et à se propager pour former des métastases, ce qui explique probablement pourquoi ce peptide peut être considéré comme un marqueur prédictif potentiel de la présence de métastase hépatique dans le cancer colorectal.

## Le lien entre hPG80 et les voies de signalisation oncogéniques

### Wnt et K-Ras

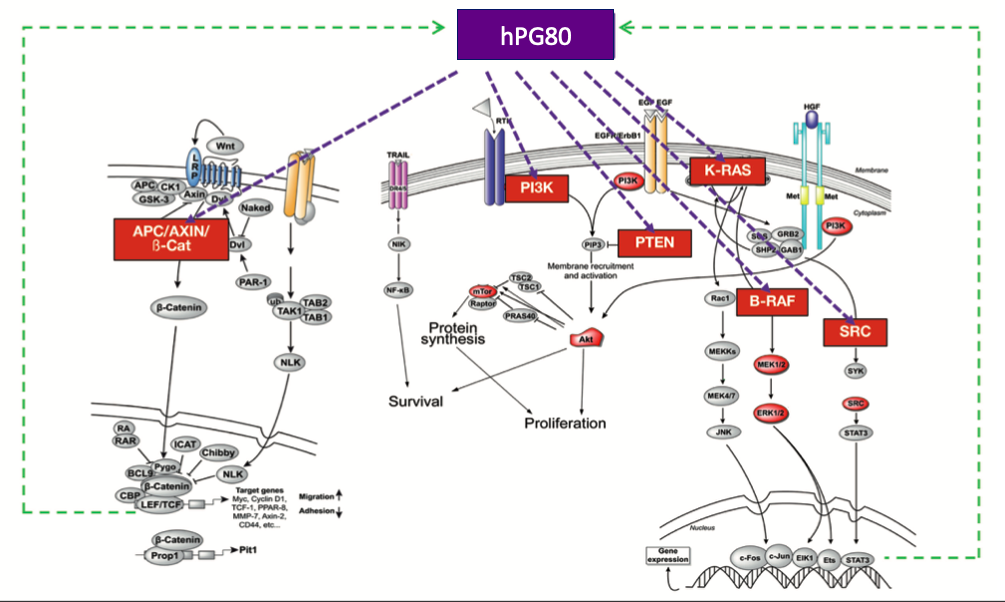
Figure 2: Rôle de hPG80, pierre angulaire des voies oncogéniques

Le premier évènement conduisant au cancer du côlon est dans 80 à 90% des cas l’activation constitutive de la voie oncogénique Wnt/ß-caténine induite par les mutations du gène codant APC (Adenomatous polyposis coli) ou du gène codant la ß-caténine. L’introduction de ces mutations dans des cellules souches normales de l’intestin sont suffisantes pour déclencher la tumorigenèse. Le gène GAST codant hPG80 est activé par la voie oncogénique Wnt. C’est une cible en aval de la voie de signalisation ß-caténine/Tcf-4.
La démonstration du lien entre hPG80 et une voie oncogénique a été décrite pour K-Ras. En effet, les lignées cellulaires et les tissus cancéreux du côlon présentant des mutations K-Ras avaient tous des taux d’ARNm du gène GAST significativement plus élevés que ceux de type K-Ras sauvage. Les effets de K-Ras sur l’expression du gène GAST sont produits par l’activation de la voie de transduction du signal Raf-MEK-ERK, la dernière étape étant une activation du promoteur du gène GAST.
Sachant que K-Ras et la voie Wnt induisent tous deux l’expression du gène GAST, l’hypothèse d’une éventuelle coopération entre ces deux voies pour la régulation de l'expression de hPG80 a été étudiée. Chakladar et al. ont trouvé une importante stimulation synergique du promoteur du gène GAST (par un facteur 25 à 40) par une combinaison de ß-caténine oncogénique et une surexpression de K-Ras. L’activation du promoteur du gène GAST a également été démontrée être dépendante d’autres signaux de signalisation : renforcée ou supprimée par la co-expression de SMAD4 sauvage ou par un mutant dominant négatif de SMAD4, respectivement, et abrogée par l’inhibition de la PI3K. Ainsi, l’activation constitutive de la voie Wnt, considérée comme étant au début de la tumorigenèse du côlon, et l’oncogène K-Ras, présents dans 50 % des tumeurs colorectales humaines, stimulent de manière synergique la production de hPG80, un promoteur de la tumorigenèse. La tumorigenèse induite par l’activation de la voie Wnt dépend en partie de hPG80.

### SRC, PI3K/Akt, NF-kB et Jak/Stat
L'oncogène pp60 (c-Src) est activé dans les cellules cancéreuses du côlon et entraîne une augmentation des quantités de hPG80. Ceci signifie que la production de hPG80, qui intervient lors de la tumorigenèse précoce, pourrait jouer un rôle dans cette activation, qui est connue comme un événement précoce de tumorigenèse du côlon,,. La voie PI3K/Akt, particulièrement impliquée dans la prolifération, est également activée par hPG80,. Le NF-kappaB est un autre messager de signalisation important régulé par hPG80. Son implication dans les mécanismes responsables de l’effet anti-apoptotique de hPG80 a été démontrée dans les cellules cancéreuses pancréatiques in vitro et in vivo chez les souris surexprimant le gène GAST,. L’augmentation de JAK2 (Janus-activated kinase 2), STAT3 et de kinases régulées par des signaux extracellulaires a également été observée dans la muqueuse du côlon de souris hGAS.

### NOTCH
Il a été démontré que les cellules tumorales du côlon qui n’expriment pas hPG80 retournent à un état « normal ». Cela est dû au fait que lorsque la voie Wnt est inactivée, le gène JAG1 est réprimé, induisant l’inactivation de la voie Notch qui joue un rôle majeur dans l’acquisition d’un phénotype de cellule différenciée.

### p-53
En 2012, il a été démontré que la mutation génique p53 augmentait la prolifération des cellules du côlon dépendante de hPG80 et la formation du cancer du côlon chez la souris.

## Récepteur de hPG80
L'identification du récepteur de hPG80 a fait l’objet de plusieurs études ces dernières années. Cependant, l'identité de ce dernier demeure une véritable question au sein de la communauté scientifique. Le récepteur peut activer un certain nombre de voies de signalisation, directement ou indirectement, ce qui est plutôt inhabituel pour un récepteur. Cela pourrait indiquer une particularité de ce récepteur et la raison pour laquelle il est difficile de l’identifier. Le récepteur non identifié de hPG80 transduit un signal de la progastrine via divers intermédiaires intracellulaires connus pour leur implication dans la tumorigenèse.
Des sites de liaison à haute affinité ont été décrits pour la première fois dans des cellules épithéliales intestinales en utilisant de la progastrine humaine recombinante iodée. L’affinité était de l’ordre de 0,5-1 nM, ce qui est compatible avec un récepteur. Lorsque la liaison de progastrine biotinylée a été évaluée par cytométrie de flux, une liaison forte et spécifique de la progastrine à certaines lignées cellulaires (IEC-6, IEC-18, HT-29, COLO320) a également été détectée. La spécificité de la liaison a été confirmée par compétition avec de la hPG80 froide, non marquée, mais pas avec la gastrine possédant une glycine carboxy-terminale ou avec de la gastrine-17 amidée. La liaison n’a pas été influencée par la présence du récepteur CCK-2 classique. Il ressort clairement de ces deux études qu’il existe un site/récepteur de liaison de hPG80, distinct de la liaison à la gastrine-17 amidée et à la gastrine 17 possédant une glycine carboxy-terminale (G17-Gly). La séquence de hPG80 interagissant avec ce récepteur est probablement située dans les 26 derniers résidus acides aminés de l’extrémité carboxy-terminale de hPG80, qui se sont révélés suffisants pour sa fonction. Toutefois, l’identité de ce récepteur putatif inconnue.
Un candidat est l'Annexine A2, identifiée comme étant capable de lier la progastrine et les peptides dérivés. L’annexine A2 est un médiateur partiel de l’effet de la progastrine/gastrines. En particulier, l’Annexine A2 sert de médiateur dans la régulation à la hausse de NF-kappaB et de ß-caténine en réponse à la progastrine chez la souris et les cellules HEK-293. En outre, l’annexine A2 pourrait être impliquée dans l’endocytose clathrine dépendante de la progastrine. Cependant, l’affinité de la progastrine pour l’Annexine A2 n’est pas celle qui serait attendue pour un récepteur spécifique. Et, bien que l’Annexine A2 joue un rôle dans les fonctions de la progastrine, ce ne sont pas celles d’un récepteur.
Un autre candidat est le récepteur 56 couplé aux protéines G (GPCR56), exprimé à la fois sur les cellules souches du côlon et les cellules cancéreuses. En effet, alors que la hPG80 humaine recombinante favorise la croissance et la survie in vitro des organoïdes de côlon isssus de souris sauvages, ceux issus de souris déficientes pour le GPCR56 (GPCR56-/-) sont résistants à hPG80. Toutefois, bien qu’il ait été démontré que hPG80 se lie aux cellules exprimant le GPCR56, les auteurs n’ont pas fourni la preuve directe d’une liaison de hPG80 avec le GPCR56 lui-même. Le GPCR56 est un bon candidat, mais la preuve que ce soit le récepteur de hPG80 n’est pas encore établie.

## Applications cliniques
hPG80 par le biais de divers mécanismes qui sont tous cruciaux pour la croissance et la survie des tumeurs, peut être considérée comme un promoteur majeur de la tumorigenèse. hPG80 se trouve dans le plasma de patients cancéreux et sa neutralisation induit une réversion tumorale.

### Dépistage

#### Biomarqueur universel
Le cancer colorectal n'est pas l'unique type de cancer à exprimer hPG80. Son expression a été démontrée également dans les cancers ovariens, dans les tumeurs hépatiques mais aussi dans les tumeurs pancréatiques,,. Ainsi, plusieurs types de tumeurs expriment le peptide non maturé.
hPG80 peut être détectée et quantifiée dans le sang des patients atteints de cancers. Une première démonstration a été faite dans le cancer colorectal mettant en évidence une augmentation des taux plasmatiques de hPG80 et de gastrine non amidée chez ces patients par rapport à une série témoin. De plus, il a été observé une augmentation de hPG80 chez des patients atteints de polypes adénomateux. hPG80 est donc exprimée à tous les stades par la tumeur, des stades précoces aux métastases.

#### Détection multi-cancer
hPG80 est retrouvée dans différents types de tumeurs et sécrétée in vitro par certaines cellules cancéreuses. Une étude a démontré sa présence dans le sang de patients atteints de 11 types différents de cancers : cancer du sein, cancer colorectal, cancer de l'estomac/œsophage, cancer du rein, cancer du foie, cancer du poumon non à petites cellules, mélanome de la peau, cancer de l’ovaire, cancer du pancréas, cancer de la prostate, cancer de l’utérus (endométrial/cervical).

### hPG80 dans la surveillance de la maladie résiduelle et la réponse aux traitements
Des dosages de hPG80 dans le plasma de patients atteints de cancers colorectaux avant et après intervention chirurgicale montrent que la présence de hPG80 reflète la production tumorale.
Il a été observé que les concentrations de hPG80 sont augmentées chez les patients susceptibles de développer un carcinome colorectal. De plus, il a été observé une augmentation de hPG80 dans les polypes hyperplastiques qui ont évolué vers un cancer,.
hPG80 pourrait également être un biomarqueur de la métastase hépatique dans le cancer colorectal.
En outre, You et al. ont observé une diminution de hPG80 après chirurgie dans une cohorte de patients souffrant de cancers gastro-intestinaux avec une atteinte péritonéale, traités par une chimiothérapie péri-opératoire et par une chirurgie cytoréductive.

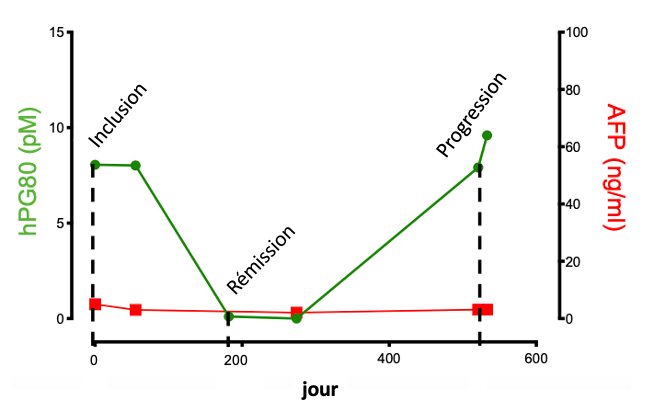
Figure 3: Variations longitudinales des taux de hPG80 et d’AFP durant la prise en charge (inclusion ; rémission ; progression) d’un carcinome hépatocellulaire chez un patient représentatif

De plus, la détection plus précoce de petites lésions et le suivi de la récidive peuvent être améliorées par la mesure des taux de hPG80, en tant que biomarqueur sanguin complémentaire dans une cohorte de patients atteints de carcinome hépatocellulaire, traités par des traitements locaux ou systémiques (Fig. 3). L’intérêt de mesurer hPG80 prend son sens chez les patients pour lesquels l’alpha-foetoprotéine (AFP) est en dessous du seuil établi en pratique clinique à 20 ng/ml. Suivant la prise en charge de la maladie, les patients en rémission présentent des taux de hPG80 plus faibles que ceux pour lesquels le cancer est toujours actif.

## Cible pour combattre le cancer

### Thérapie par anticorps
À ce jour, aucun médicament n’est capable de cibler les CSCs. L'utilisation d'anticorps anti-hPG80 humanisés, seuls ou en combinaison avec la chimiothérapie, semble être une approche prometteuse. L’utilisation d’anticorps anti-hPG80 a également été évoquée dans le cadre d’un traitement potentiel chez des patients atteints d’un cancer colorectal et présentant une mutation au niveau du gène KRAS. Le ciblage de hPG80 avec l’anticorps humanisé anti-hPG80 a montré:
- une diminution de la capacité d'auto-renouvellement des CSCs de diverses origines ;
- une prolongation de la chimiosensibilité in vitro et in vivo ainsi qu’un retard de rechute après traitement des cellules T84 de souris xénogreffées ;
- une diminution de la charge tumorale et une augmentation de la différenciation cellulaire dans les tumeurs restantes, chez des souris transgéniques développant une néoplasie intestale induite par Wnt.

Ceci a été récemment confirmé pour les cancers de l’ovaire, du sein, de l’œsophage, du foie et de l’estomac faisant de cet anticorps thérapeutique un potentiel médicament multi-cancer.

### Sensibilisation à laradiothérapie
Il a été démontré que hPG80 est un facteur de radiorésistance qui peut être ciblé pour sensibiliser les cancers du rectum résistants aux radiations. La diminution de l'expression de hPG80 augmente la sensibilité à l’irradiation dans des lignées de cellules de cancer colorectal entrainant une augmentation des dommages à l’ADN et de l’apoptose radio-induits. Dans la même lignée, le ciblage de hPG80 entraîne également l'inhibition des voies de survie, Akt et ERK, induites par l'irradiation.